# Richard Abegg
Richard Wilhelm Heinrich Abegg, nemški kemik, * 9. januar 1869, Gdansk, † 3. april 1910, Tessin.
Znan je predvsem kot začetnik valenčne teorije.
Abegg je doktoriral leta 1891 na Univerzi v Berlinu. Leta 1897 je postal profesor kemije, dve leti kasneje pa direktor oddelka za kemijo na Tehnični akademiji v Wrocławu. V svojih raziskavah je ugotovil, da se razlika med maksimalno pozitivno in maksimalno negativno valenco elementa nagiba k vrednosti osem. Njegova ugotovitev se je kasneje preimenovala v Abeggovo pravilo. 
Bil je navdušen balonar. Umrl je pri padcu balona star komaj 41 let.

## Dela
- Über das Chrysen und seine Derivate (Krizen in njegovi derivati). Schade, Berlin 1891
- Anleitung zur Berechnung volumetrischer Analysen (Navodila za izračunavanje v volumetrijski analizi). Grass, Barth & Co, Breslau 1900
- Die Theorie der elektrolytischen Dissociation (Teorija elektrolitske disociacije). Enke, Stuttgart 1903